# Col·lecció Gelonch Viladegut
La Col·lecció Gelonch Viladegut és una col·lecció privada de gravats i de llibres d'art, resultat de l'obra del lleidatà Antoni Gelonch i Viladegut (1956), membre honorari de la Reial Acadèmia Catalana de Belles Arts de Sant Jordi. És una col·lecció extensa i amb peces de gran qualitat i significació, considerada com una de les més importants d'Europa.

## La col·lecció
La col·lecció compta amb més de vuit-cents gravats, representant les diferents tècniques de gravat: aiguafort, aiguatinta, burí, xilografia, serigrafia, litografia que van des del segle xv fins a l'actualitat. Entre els artistes que configuren el seu fons es destaquen
- La tradició: Dürer, Rembrandt, Ribera, Piranesi o Goya, entre d'altres
- L'art modern: Corot, Fortuny, Picasso, Miró, Henry Moore o Max Ernst)
- L'art contemporani: Josef Albers, James Rosenquist, Roy Lichtenstein, Eduardo Chillida, Roberto Matta, Nancy Spero o Luis Gordillo, entre molts d'altres

A l'ocasió de l'estrena de l'exposició Una mirada el 1700 a partir dels gravats de la Col·lecció Gelonch Viladegut el 2014 a Barcelona, el fundador de la col·lecció va explicar els orígens i els seus objectius:
| «                                                                          | Auguste Rodin afirmava, i ho comparteixo, que l'art és la missió més sublim de l'ésser humà, ja que és l'exercici del pensament que busca comprendre el món i fer-lo comprendre. L'art, doncs, ha d'inspirar una trobada, un ressorgiment, i també ens ha d'incitar a descobrir i admetre noves manifestacions; perquè és una eina al servei del xoc estètic, del xoc ètic i, també, del xoc espiritual. Per això construeixo una col·lecció. I una col·lecció, com es fa? En el meu cas, puc dir que va néixer de manera intencionada i s'ha anat bastint de manera conscient. S'ha d'anar cuinant a poc a poc, tot aprenent, equivocant-se, encertant-la, creixent, madurant... Vaig començar lentament per acabar adoptant una velocitat de creuer que té com a base uns fonaments sòlids d'obres indiscutibles. Per a mi, fer una col·lecció representa una construcció intel·lectual i estètica que es basa en produir-me i produir a les persones que la puguin conèixer moments d'íntima satisfacció, d'estímul i de goig. La col·lecció Gelonch Viladegut s'ha anat construint en funció de la interpel·lació que una obra m'inspira o em provoca; no és tant la signatura com el xoc estètic que sigui capaç de produir-me el que em fa decidir. Sense xoc, sense sentir-me interpel·lat, adquirir obra no té, a parer meu, un gran interès. M'agrada, doncs, sentir-me qüestionat per una creació estèticament i intel·lectualment provocadora. I per què faig una col·lecció de gravats? Aquests han representat històricament, i continuen representant, una via privilegiada d'accés a l'art per a la majoria de la població. Durant segles l'accés dels ciutadans a l'art i a la realitat del moment s'ha fet mitjançant els gravats, pels quals passava tota informació i tot progrés estètic, perquè les pintures i les escultures estaven reservades al gaudi de les elits. | » |
| — Antoni Gelonch i Viladegut, Director de la Col·lecció Gelonch Viladegut, | |   |

## Exposicions
Peces de la col·lecció s'han mostrat en diverses exposicions:
- 2010. La permanència del gravat. Museu Jaume Morera. Lleida.[5][6]
- 2012. La permanència del gravat: de Dürer a Goya. Musée des Arts et Métiers du Livre de Montolieu.[7]
- 2013. La permanència del gravat: de Goya a Picasso. Musée des Arts et Métiers du Livre de Montolieu.[8]
- 2014. Un punt de vista. Sala d'exposicions del Govern d'Andorra. Andorra la Vella.[9]
- 2014. Artistes Catalans Contemporanis. Universitat Americana de Paris (AUP), Fine Arts Gallery, París.[3]
- 2014. La permanència del gravat: de Picasso fins ara. Musée des Arts et Métiers du Livre de Montoliu.[10]
- 2014. Una mirada el 1700. A partir dels gravats de la col·lecció Gelonch Viladegut. Museu Frederic Marès, Barcelona.[2]

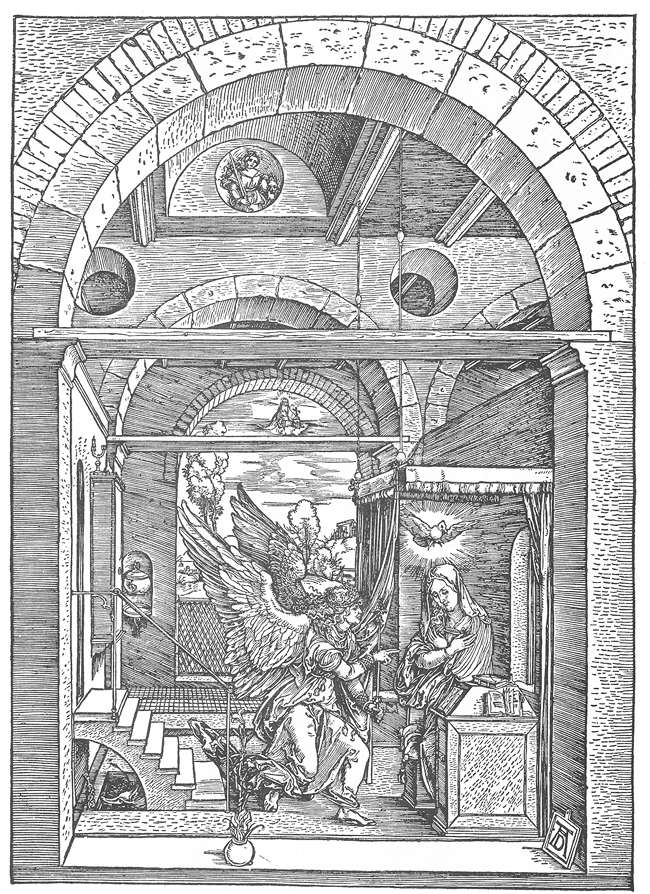
Albrecht Dürer, L'Anunciació, 1504
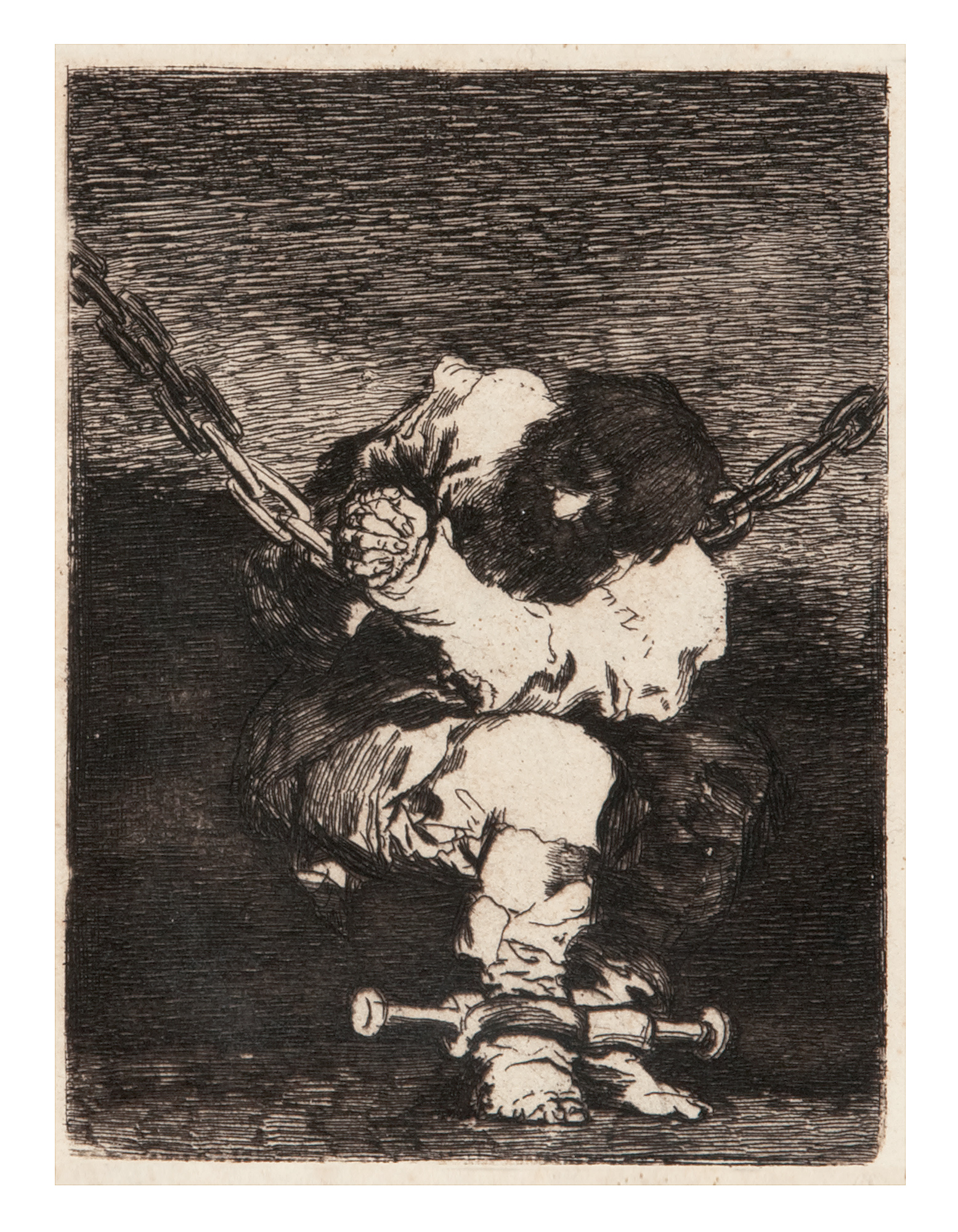
Francisco de Goya, Petit presoner